# Chasm: The Rift
Chasm: The Rift è uno sparatutto in prima persona del 1997, sviluppato dalla software house ucraina Action Forms. È stato pubblicato da GT Interactive per MS-DOS. Il gioco era venduto ad un prezzo ridotto di 29,99$, e aveva per l'epoca requisiti minimi piuttosto bassi.
Nel 2022, Chasm: The Rift è stato ripubblicato su Steam con grafica e controlli migliorati. Nel maggio 2023 è stato pubblicato anche su PlayStation 4, PlayStation 5, Xbox One, Xbox Series X/S e Nintendo Switch.

## Modalità di gioco
Chasm presenta notevoli somiglianze con Quake (1996), a partire dalla palette utilizzata per le texture fino a nemici costituiti da poligoni; anche alcune ambientazioni ricordano il gioco della id Software. Il motore grafico è meno flessibile di quello di Carmack, notabile ad esempio dai livelli perlopiù creati su un unico piano; tuttavia sono state introdotte alcune caratteristiche non presenti in Quake, come effetti di trasparenza di liquidi e vetri, parti di nemici che si staccano se colpite (similarmente a Soldier of Fortune) e una maggiore interattività con l'ambiente: è possibile ad esempio distruggere torce e altri oggetti.